# Нештински поток
Нештински поток је водени ток на Фрушкој гори, притока је Дунава, дужине 12,8km, површине слива 31,2km².
Извире као периодичан тока на 260 м.н.в.), на северним падинама Фрушке горе и заједно са притокама је дренира. Тече ка северозападу и у Нештину, улива се у рукавац Дунава (79 м.н.в.). Амплитуде протицаја крећу се од 10 л/с до 28 m³/с. 
У горњем делу слива се налази микроакумулација Капавица.